# يو إف سي 316
يو إف سي 316: دفاليشفيلي ضد أومالي (بالإنجليزية: UFC 316: Dvalishvili vs. O'Malley 2) هو حدث لفنون القتال المختلطة نظّمته يو إف سي، وأُقيم في 7 يونيو 2025، على مركز الحصافة في نيوآرك، نيو جيرسي، الولايات المتحدة.

## الخلفية
كان هذا الحدث هو الزيارة الحادية عشرة للحدث للمنظمة إلى نيوآرك والأولى منذ يو إف سي 302 في يونيو 2024.

## بطاقة القتال
1. ↑  على لقب بطولة يو إف سي لوزن الديك.
2. ↑  على لقب بطولة يو إف سي لوزن الديك للسيدات.

## الجوائز الإضافية
حصل المقاتلون التالية أسماؤهم على مكافآت بقيمة 50،000 دولار.
- قتال الليلة: لم تُمنح.
- أداء الليلة: ميراب دفاليشفيلي، كايلا هاريسون، كيفن هولاند، ويو جو سانغ